# Voissant
Voissant ist eine französische Gemeinde mit 236 Einwohnern (Stand: 1. Januar 2022) im Département Isère in der Region Auvergne-Rhône-Alpes. Sie gehört zum Arrondissement La Tour-du-Pin und zum Kanton Chartreuse-Guiers. Die Einwohner werden Voissignauds genannt.

## Geographie
Die Gemeinde Voissant liegt am Westabhang des Chartreuse-Gebirges, etwa 18 Kilometer westsüdwestlich von Chambéry. An der östlichen Gemeindegrenze verläuft der Fluss Guiers nach dessen Gebirgsdurchbruch, an der westlichen Grenze sein Zufluss Ainan. Das Gemeindegebiet gehört zum Regionalen Naturpark Chartreuse. Voissant wird umgeben von den Nachbargemeinden Saint-Albin-de-Vaulserre im Norden, Saint-Béron im Nordosten, Miribel-les-Échelles im Osten und Südosten, Merlas im Süden und Südwesten sowie Saint-Bueil im Südwesten und Westen.

## Bevölkerungsentwicklung
| Jahr                       | 1962 | 1968 | 1975 | 1982 | 1990 | 1999 | 2006 | 2014 | 2021 |
| Einwohner                  | 208  | 218  | 180  | 165  | 204  | 208  | 215  | 220  | 236  |
| Quellen: Cassini und INSEE |      |      |      |      |      |      |      |      |      |

## Sehenswürdigkeiten

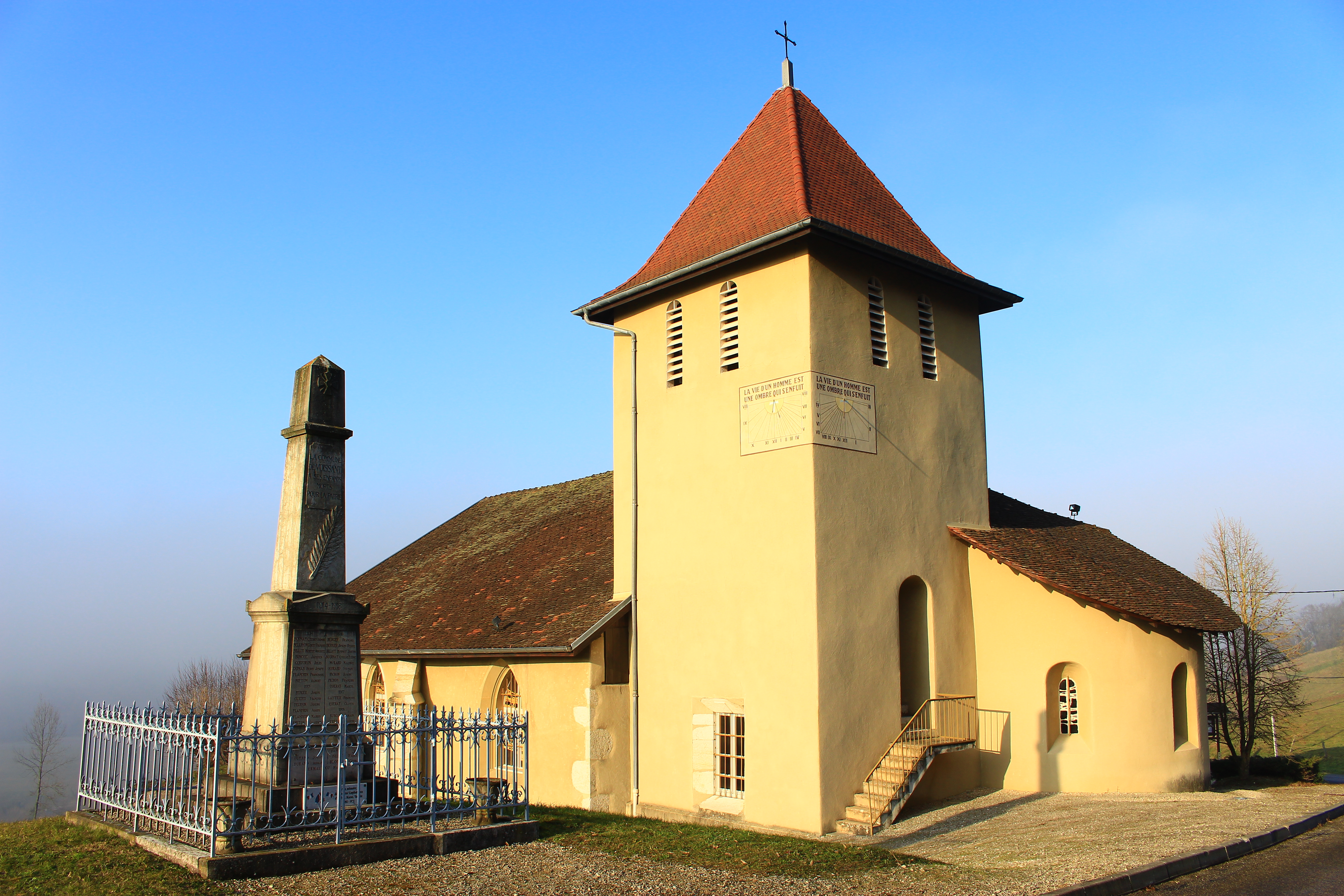
Kirche Saint-Antoine
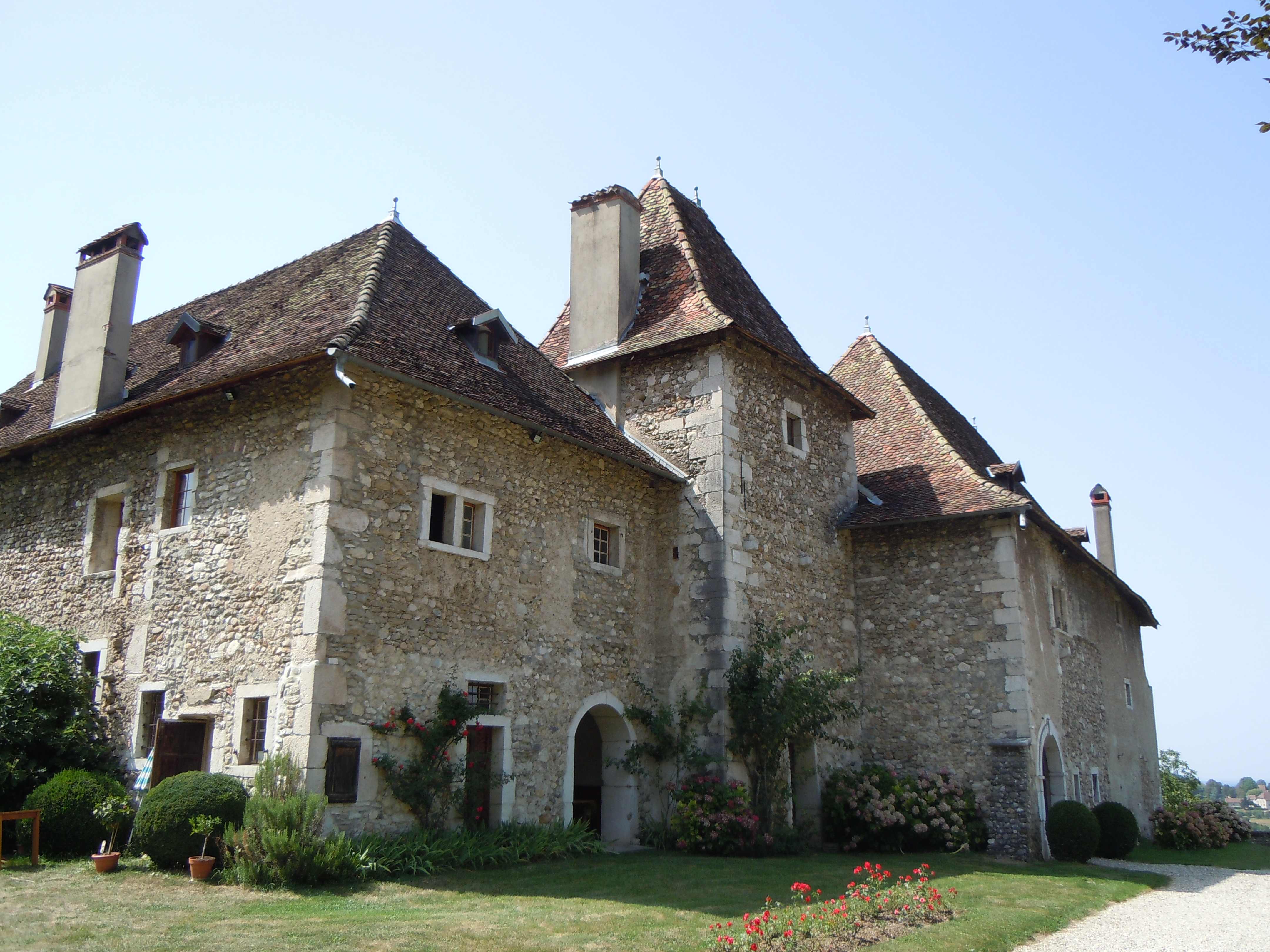
Altes Schloss aus dem 16./17. Jahrhundert, seit 1983 Monument historique
- Schloss La Chanéaz

- Kirche Saint-Antoine
- Altes Schloss